# Niccolò Guicciardini
Pour les articles homonymes, voir Guicciardini.

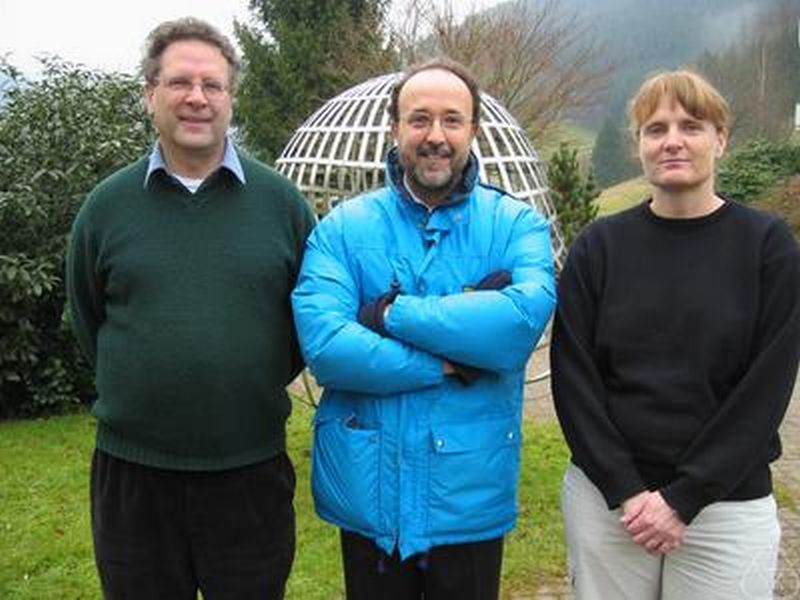
Niccolò Guicciardini (au centre), avec David E. Rowe (à gauche), Tinne Hoff Kjeldsen (à droite), à Oberwolfach en 2005.

Niccolò Guicciardini Corsi Salviati (né le 28 mai 1957 Florence) est un mathématicien et historien des mathématiques italien, professeur d'histoire des sciences à l'université de Milan et spécialiste des travaux de Newton.

## Formation et carrière
Guicciardini a étudié la philosophie à l'université de Milan avec un diplôme en 1982 et il a obtenu son doctorat en histoire des sciences sous la direction d'Ivor Grattan-Guinness à l'université du Middlesex en 1986, avec une thèse intitulée « The Development of the Newtonian Fluxional Calculus in the Eighteenth Century ». Le sujet de sa thèse était la réception de la méthode d'analyse d'Isaac Newton (théorie des fluxions). Il a ensuite étudié la physique à l'université de Milan avec un diplôme en 1992. Il a ensuite mené des recherches à l'Université de Bologne (comme Ricercatore) jusqu'en 2001, a été professeur à Sienne (2002 - 2006), professeur d'histoire des sciences à l'université de Bergame (2007 - 2018) et à l'université de Milan depuis 2019.
Il a été professeur invité à Caltech (Mellon Visiting Professor) et à l'université Paris-Diderot. Il est membre à vie du Clare Hall College de Cambridge.

## Travaux
Guicciardini traite de l'histoire et de la philosophie des sciences et des mathématiques aux XVIIe et XVIIIe siècles et il est considéré comme un expert internationalement reconnu dans les mathématiques d'Isaac Newton et la réception de son analyse,. 

## Prix et distinctions
En 2011, il a reçu le prix Fernando-Gil (en), prix international portugais pour la philosophie des sciences, pour son livre Isaac Newton. On Mathematical Certainty and Method, dans lequel il poursuit la philosophie mathématique de Newton avec celle de René Descartes, Gottfried Wilhelm Leibniz et d'autres mathématiciens du 17e siècle. En 2012, il a reçu la médaille Saron de l'université de Gand.
En 2018, il est lauréat du prix Francis-Bacon décerné par le California Institute of Technology.
Il a été co-éditeur de Historia Mathematica de 2010 à 2015 et il est membre du comité de rédaction des Archives for History of Exact Sciences, du comité exécutif de la Commission internationale d'histoire des mathématiques et membre correspondant de l'Académie internationale d'histoire des sciences.

## Publications
- The Development of Newtonian Calculus in Britain, 1700-1800, Cambridge University Press, 1989.
- Newton: un Filosofo della Natura e il Sistema del Mondo, Le Scienze, 1998.
- (en) Niccolò Guicciardini, Reading the Principia : the debate on Newton's mathematical methods for natural philosophy from 1687 to 1736, Cambridge New York, Cambridge University Press, 1999, 285 p. (ISBN 978-0-521-64066-4, OCLC 954623586), rééd 2003, //books.google.com/books?id=z9LiBinznJsC [5].
- (en) Niccolò Guicciardini, Isaac Newton on Mathematical Certainty and Method, Issue 4, Cambridge (Mass.), MIT Press, 2009, 422 p. (ISBN 978-0-262-01317-8, lire en ligne)[6].
- Did Newton use his calculus in the Principia?, Centaurus, volume 40, 1998, p. 303-344.
- Philosophia Naturalis Principia Mathematica . Dans: Ivor Grattan-Guinness (éd.): Landmark Writings in Western Mathematics. 1640-1940. Elsevier, Amsterdam et al.2005, p. 59–87.
- Isaac Newton and the publication of his mathematical manuscripts, Studies in the History and Philosophy of Science A, Volume 35, 2004, pp. 455-470.
- Joseph W. Dauben, Niccolò Guicciardini, Albert C. Lewis, Karen Hunger Parshall et Adrian C. Rice, « Ivor Grattan-Guinness (June 23, 1941-December 12, 2014) », Historia Mathematica, vol. 42,‎ 2015, p. 385-406 (DOI 10.1016/j.hm.2015.09.002)